# John F. Allen
John Frank „Jack“ Allen (* 5. Mai 1908 in Winnipeg; † 22. April 2001 in Elie, Fife, Schottland) war ein kanadisch-britischer Physiker, der einer der Entdecker der Suprafluidität war, für die Pjotr Kapiza den Nobelpreis erhielt.

## Leben
Sein Vater Frank Allen war Physik-Professor an der University of Manitoba, an der auch Jack Allen Physik studierte mit dem Bachelor-Abschluss 1928. Danach ging er an die University of Toronto, an der er 1933 bei John Cunningham McLennan über Supraleitung promoviert wurde. In Toronto baute er einen Kryostaten für tiefe Temperaturen. Nach zwei Jahren als Post-Doktorand am Caltech ging er 1935 an die Universität Cambridge, wo er am Mond Laboratory der Royal Society bei dem Tieftemperaturphysiker Pjotr Kapitsa forschen wollte, der aber nach einem Besuch der Sowjetunion das Land nicht mehr verlassen durfte.
1937 entdeckte er am Mond Laboratory der Royal Society an der Universität Cambridge mit seinem Studenten Don Misener, der ebenfalls aus Kanada kam, Suprafluidität unabhängig von Kapitsa in Moskau. Allen und Misener veröffentlichten darüber Seite an Seite mit Kapitsa in derselben Ausgabe von Nature 1938. Er drehte auch früh Filme über die merkwürdigen Eigenschaften von Supraflüssigkeiten wie den von ihm entdeckten Springbrunneneffekt. Als er diesen vor der Royal Society in London demonstrierte, soll H. G. Wells so erstaunt gewesen sein, dass er unter den Experimentiertisch kroch, um die von ihm vermutete Pumpe zu suchen (anwesend waren auch Ralph Fowler und Paul Dirac). Sein Student Ernest Ganz wies den zweiten Schall in flüssigem Helium nach, und er war mit seinen Mitarbeitern auf dem Weg zu weiteren Entdeckungen (dritter Schall in dünnen supraflüssigen Filmen), als der Zweite Weltkrieg ausbrach und er sich stattdessen mit elektronisch einstellbaren Zündern für Flakgranaten befasste und mit Sauerstofferzeugung für Bomberbesatzungen.
1937 erfand er O-Ringe als Dichtungen für die Vakuumtechnik und 1947 Indium-Ringe für den gleichen Zweck bei tiefen Temperaturen. 1947 bis zur Emeritierung 1978 war er Professor an der University of St. Andrews.
1949 wurde er Fellow der Royal Society und 1948 der Royal Society of Edinburgh und der American Physical Society. Er war Vorsitzender und Gründungsmitglied der Standing Conference of Professors of Physics und des Committee of Scottish Professors of Physics, Mitglied des British National Committee for Physics und 1966 bis 1969 Vorsitzender der Very Low Temperature Commission der International Union of Pure and Applied Physics (IUPAP).
1933 heiratete er Elfriede Hiebert. Die Ehe wurde später geschieden und er hatte einen adoptierten Sohn.
An der Universität St. Andrews befasste er sich später mit der Geschichte dort erhaltener wissenschaftlicher Instrumente und war Mitglied des St. Andrews Preservation Trust. Auch sonst befasste er sich mit schottischer Wissenschaftsgeschichte und entwarf die Plakette zur Erinnerung an Nevil Maskelynes Experiment zur Bestimmung der Gravitationskonstante am Schiehallion. Er war zweimal Dekan der Faculty of Science in St. Andrews und als solcher an der Gründung der Faculty of Applied Science des Queens College in Dundee beteiligt (damals zu St. Andrews gehörig) und 1966 am Bau des Forschungsneubaus (Science Complex) in St. Andrews.